# Gregory Mertens
Gregory Mertens (Anderlecht, 2 de febrero de 1991 - Genk, 30 de abril de 2015) fue un futbolista belga que jugaba en la demarcación de defensa.

## Biografía
Tras formarse en el RSC Anderlecht, Dilbeek Sport y para el KAA Gent, finalmente subió al primer equipo de este último en 2010 por primera vez. Permaneció en el club durante dos años, y tras no jugar ningún minuto, se fue traspasado en el mercado invernal de 2010/2011 al Cercle Brugge dirigido por Bob Peeters, quien fue el entrenador del equipo reserva del Gent cuando mertens jugaba en el club. El 12 de febrero de 2011, Gregory Mertens hizo su debut tras ser el sustituto en el minuto 89 de Hans Cornelis en un partido contra el Anderlecht que acabó con derrota por 1-0. En 2014 se fue traspasado al KSC Lokeren, y con el club ganó la Copa de Bélgica, llegando a jugar un minuto en la final contra el Anderlecht.
En un partido contra el KRC Genk el 27 de abril de 2015 Mertens sufrió una parada cardiorrespiratoria. Fue llevado inmediatamente al hospital, donde fue inducido al coma. Finalmente, el 30 de abril de 2015, falleció a los 24 años de edad.

## Clubes
| Club          | País    | Año         | Partidos | Goles |
| ------------- | ------- | ----------- | -------- | ----- |
| KAA Gent      | Bélgica | 2009 - 2010 | 0        | 0     |
| Cercle Brugge | Bélgica | 2010 - 2014 | 88       | 10    |
| KSC Lokeren   | Bélgica | 2014 - 2015 | 37       | 0     |

## Palmarés

### Campeonatos nacionales
| Título          | Club        | País    | Año  |
| --------------- | ----------- | ------- | ---- |
| Copa de Bélgica | KSC Lokeren | Bélgica | 2014 |